# Дечја песма Евровизије
Дечја песма Евровизије (енгл. Junior Eurovision Song Contest) је међународно музичко такмичење под покровитељством Европске радиодифузне уније (ЕРУ) које се одржава сваке године од 2003, намењено деци старости до 15 година.
Наиме, још 2000. године „Дански радио“ организовао је такмичење песама за децу у Данској. Наредне, 2001. године одржано је још једно такво, да би се 2002. године проширило на Скандинавско полуострво, под називом "Scandinavian Song Festival", а учествовале су: Данска, Норвешка и Шведска. ЕРУ се веома допала идеја, па је преузео такмичење са циљем проширења на целу Европу, и већ 2003. године одржана је прва Дечја песма Евровизије у Копенхагену.

## Правила такмичења
Правила такмичења се мало разликују од правила „велике“ Песме Евровизије:
- Право учешћа имају земље чланице ЕРУ-а и прикључене чланице које добију специјални позив за учешће (до данас су то Казахстан и Аустралија).
- Речи песме морају бити барем 60% на једном од националних језика државе учеснице.[2]
- Песме морају бити у трајању до 03:00 минута.[3]
- Пратећи вокали могу бити снимљени на матрици, а главни извођач мора уживо изводити песму.
- Дете или група деце сви морају имати од 9 до 14 година на дан такмичења.
- Максималан број извођача на сцени је 6.
- Извођач мора имати држављанство земље коју представља, или мора бити становник земље коју представља минимум 2 и по године.
- О победнику одлучују стручни жири и публика у разделу 50:50.
  - Публика гласа путем сајта jesc.tv; онлајн гласање почиње 2 дана пре програма уживо и затвара се минут пре почетка емитовања, а поново се отвара на 15 минута пошто су све песме изведене. Поени се додељују сразмерно % гласова које је нека држава добила.[4]
  - Жири сваке државе додељује 1—8, 10 и 12 поена за својих 10 омиљених песама.
- Земља победник не добија аутоматски право организације следећег такмичења, већ се домаћин одређује по посебној процедури и по одлуци ЕРУ-а

### Укинута правила
- 2003-2005: Учесници нису смели да имају објављену музику комерцијално.[5]
- 2003-2010: Песма мора да буде отпевана на националном језику државе коју представља.[5]
- 2011-2016: Речи песме морају бити барем 75% на једном од националних језика државе учеснице.
- 2003-2007: Максималан број извођача је 8.
- 2003-2006: Доња старосна граница је 8 година на дан такмичења, а горња 15.
- 2007-2015: Доња старосна граница је 10 година на дан такмичења, а горња 15.
- 2003-2007: Сви композитори и текстописци морају да имају између 10 и 15 година.[6]
- 2003-2016: Свака држава додељује 1—8, 10 и 12 поена за својих 10 омиљених песама.
- 2003-2008: Само телегласање одређује резултате.
- 2009-2015: Резултати телегласања и жирија се комбинују у размеру 50/50 да би се добили поени сваке државе.
- 2016: Само жири одређује резултате.

## Учешћа
| Година | Државе дебитанти |
| ------ | --- |
| 2003   | Белорусија, Белгија, Хрватска, Кипар, · Данска, Грчка, Летонија, Македонија, · Малта, Холандија, Норвешка, Пољска, · Румунија, Шпанија, Шведска, Уједињено Краљевство |
| 2004   | Француска, Швајцарска |
| 2005   | Русија, Србија и Црна Гора |
| 2006   | Португал, Србија, Украјина |
| 2007   | Јерменија, Бугарска, Грузија, Литванија |
| 2010   | Молдавија |
| 2012   | Албанија, Азербејџан, Израел |
| 2013   | Сан Марино |
| 2014   | Италија, Црна Гора, Словенија |
| 2015   | Аустралија, Ирска |
| 2018   | Велс, Казахстан |
| 2020   | Немачка |
| 2023   | Естонија |

## Победници
| Година | Земља победника | Извођач             | Песма                     | Поена | Раз. | Друго место | Домаћин    | Датум              | Број учесника |
| ------ | --------------- | ------------------- | ------------------------- | ----- | ---- | ----------- | ---------- | ------------------ | ------------- |
| 2003.  | Хрватска        | Дино Јелусић        | Ти си моја прва љубав     | 134   | 9    | Шпанија     | Копенхаген | 15. новембар 2003. | 16            |
| 2004.  | Шпанија         | Марија Изабел       | Antes muerta que sencilla | 171   | 31   | УК          | Лилехамер  | 20. новембар 2004. | 18            |
| 2005.  | Белорусија      | Ксенија Ситник      | Мы вместе                 | 149   | 3    | Шпанија     | Хаселт     | 26. новембар 2005. | 16            |
| 2006.  | Русија          | Сестре Толмачев     | Весенний джаз             | 154   | 25   | Белорусија  | Букурешт   | 2. децембар 2006.  | 15            |
| 2007.  | Белорусија      | Алексеј Жигалкович  | С друзьями                | 137   | 1    | Јерменија   | Ротердам   | 8. децембар 2007.  | 17            |
| 2008.  | Грузија         | Бзикеби             | Бзз..                     | 154   | 19   | Украјина    | Лимасол    | 22. новембар 2008. | 15            |
| 2009.  | Холандија       | Ралф Макенбах       | Click Clack               | 121   | 5    | Русија      | Кијев      | 21. новембар 2009. | 13            |
| 2010.  | Јерменија       | Владимир Арзумањан  | Мама                      | 120   | 1    | Русија      | Минск      | 20. новембар 2010. | 14            |
| 2011.  | Грузија         | Кенди               | Candy Music               | 108   | 5    | Холандија   | Јереван    | 3. децембар 2011.  | 13            |
| 2012.  | Украјина        | Анастасија Петрик   | Небо                      | 138   | 35   | Грузија     | Амстердам  | 1. децембар 2012.  | 12            |
| 2013.  | Малта           | Гаја Кауки          | The Start                 | 130   | 9    | Украјина    | Кијев      | 30. новембар 2013. | 12            |
| 2014.  | Италија         | Винченцо Кантијело  | Tu primo grande amore     | 159   | 12   | Бугарска    | Малта      | 15. новембар 2014. | 16            |
| 2015.  | Малта           | Дестини Чукуњере    | Not My Soul               | 185   | 9    | Јерменија   | Софија     | 21. новембар 2015. | 17            |
| 2016.  | Грузија         | Маријам Мамадашвили | Mzeo                      | 239   | 7    | Јерменија   | Валета     | 20. новембар 2016. | 17            |
| 2017.  | Русија          | Полина Богусевич    | Wings                     | 188   | 3    | Грузија     | Тбилиси    | 26. новембар 2017. | 16            |
| 2018.  | Пољска          | Роксана Вегјел      | Anyone I Want To Be       | 215   | 12   | Француска   | Минск      | 25. новембар 2018. | 20            |
| 2019.  | Пољска          | Вики Габор          | Superhero                 | 278   | 51   | Казахстан   | Гљивице    | 24. новембар 2019. | 19            |
| 2020.  | Француска       | Валентина           | J'imagine                 | 200   | 48   | Казахстан   | Варшава    | 29. новембар 2020. | 12            |
| 2021.  | Јерменија       | Малена              | Qami Qami                 | 224   | 6    | Пољска      | Париз      | 19. децембар 2021. | 19            |
| 2022.  | Француска       | Лисандро            | Oh, maman                 | 203   | 23   | Јерменија   | Јереван    | 11. децембар 2022. | 16            |
| 2023.  | Француска       | Зое Клаузур         | Cœur                      | 228   | 27   | Шпанија     | Ница       | 26. новембар 2023. | 16            |
| 2024.  | Грузија         | Андрија Путкарадзе  | To My Mom                 | 239   | 26   | Португал    | Мадрид     | 16. новембар 2024. | 17            |